# Барон Элленборо

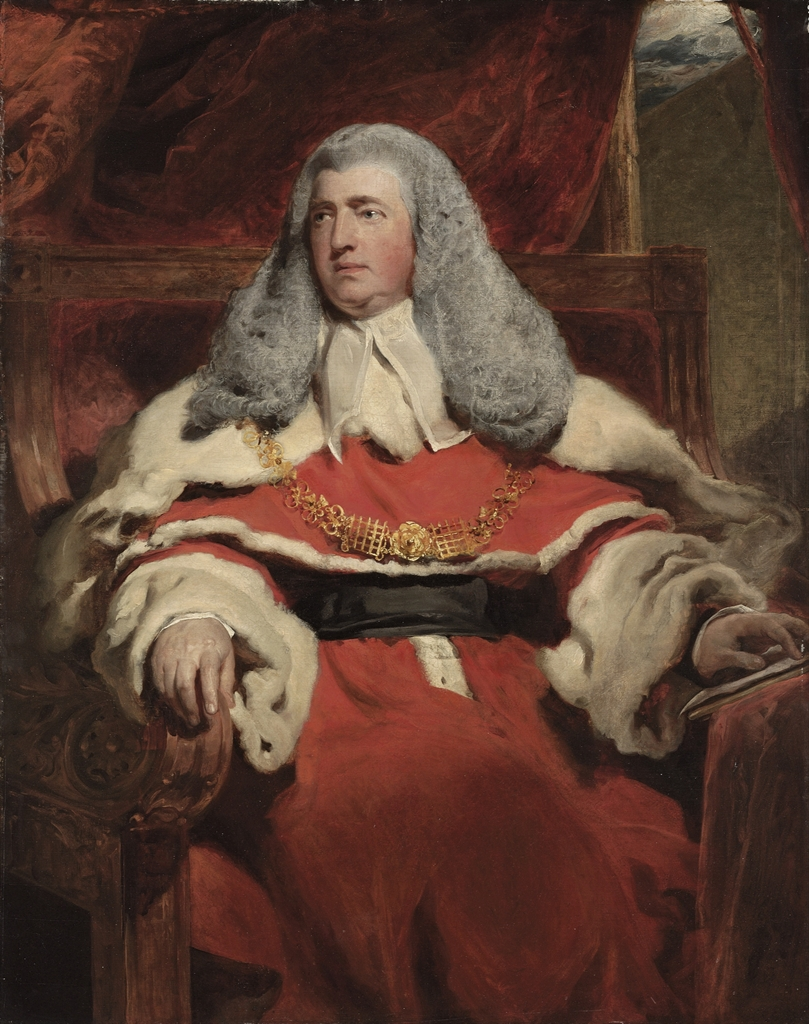
Эдвард Лоу, 1-й барон Элленборо

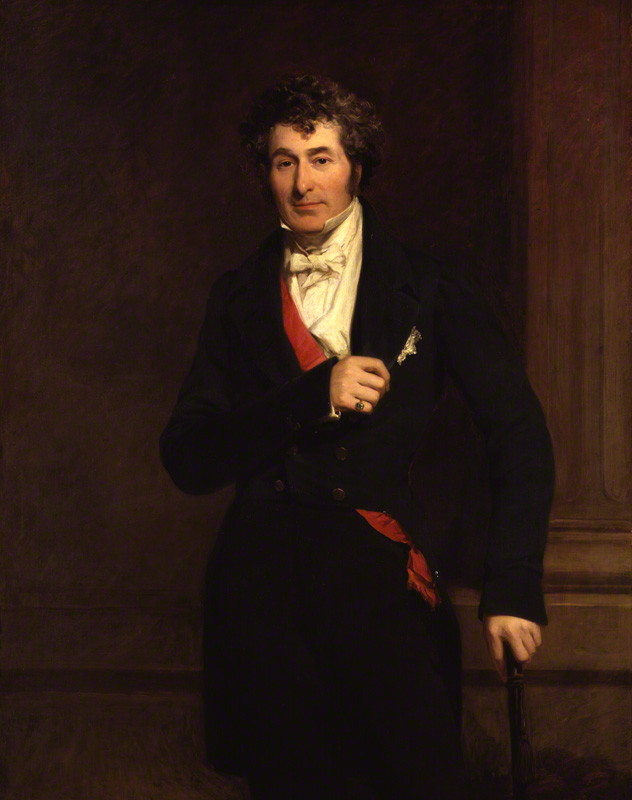
Эдвард Лоу, 2-й барон Элленборо, 1-й граф Элленборо

Барон Элленборо из Элленборо в графстве Камберленд — наследственный титул в системе Пэрства Соединённого королевства. Он был создан 19 апреля 1802 года для адвоката, судьи и политика сэра Эдварда Лоу (1750—1818), лорда главного королевского судьи (1802—1818). Его старший сын, Эдвард Лоу, 2-й барон Элленборо (1790—1871). Он был депутатом Палаты общин от Митчелла (1813—1818), лордом-хранителем Малой печати (1828—1829), председателя совета по контролю (1828—1830, 1834—1835, 1841 и 1858), первого лорда Адмиралтейства (1846) и вице-королём Индии (1842—1844). В 1844 году для него был создан титул виконта Соутэма из Соутэма в графстве Глостершир и графа Элленборо в графстве Камберленд. Все эти титулы являлись Пэрством Соединённого королевства. Его единственный сын Артур Дадли (1828—1830) скончался в детстве. После его смерти в 1871 году титулы виконта Соутэма и графа Элленборо прервались.
Тем не менее, титул барона унаследовал его племянник, Чарльз Эдмунд Лоу, 3-й барон Элленборо (1820—1890). Он был сыном достопочтенного Чарльза Лоу (1792—1850), депутата парламента от Кембриджского университета (1835—1850), второго сына 1-го барона Элленборо. В 1885 году он получил королевское разрешение на дополнительную фамилию «Таури», которую носил его дед по материнской линии. После смерти его сына, Чарльза Таури Гамильтона Таури-Лоу, 4-го барона Элленборо (1856—1902), эта ветвь семьи угасла. Ему наследовал его двоюродный брат, Эдвард Даунс Лоу, 5-й барон Элленборо (1841—1915). После его смерти титул перешел к его младшему брату, Сесилу Генри Лоу, 6-му барону Элленборо (1849—1931). 
По состоянию на 2024 год носителем титула являлся его правнук, Руперт Эдвард Генри Лоу, 9-й барон Элленборо (род. 1955), который наследовал своему отцу в 2013 году.
Семейная резиденция — Бридж-хаус в окрестностях Маркет Харборо в графстве Лестершир.

## Бароны Элленборо (1802)
- 1802—1818: Эдвард Лоу, 1-й барон Элленборо (16 ноября 1750 — 13 декабря 1818), сын Эдмунда Лоу (1703—1787), епископа Карлайла (1768—1787);
- 1818—1871: Эдвард Лоу, 2-й барон Элленборо (8 сентября 1790 — 22 декабря 1871), старший сын предыдущего, граф Элленборо с 1844 года.

## Графы Элленборо (1844)
- 1844—1871: Эдвард Лоу, 1-й граф Элленборо (8 сентября 1790 — 22 декабря 1871), старший сын Эдварда Лоу, 1-го барона Элленборо.

## Бароны Элленборо (продолжение креации 1802)
- 1871—1890: Подполковник Чарльз Эдмунд Таури-Лоу, 3-й барон Элленборо (17 ноября 1820 — 9 октября 1890), единственный сын достопочтенного Чарльза Эвана Лоу (1792—1850), племянник Эдварда Лоу, 1-го графа Элленборо;
- 1890—1902: Чарльз Гамильтон Tаури Таури-Лоу, 4-й барон Элленборо (21 апреля 1856 — 26 июня 1902), единственный сын предыдущего от второго брака;
- 1902—1915: Эдвард Даунс Лоу, 5-й барон Элленборо (9 мая 1841 — 9 декабря 1915), старший сын достопочтенного Генри Спенсера Лоу (1802—1885), внук Эдварда Лоу, 1-го барона Элленборо, двоюродный дядя предыдущего;
- 1915—1931: Сесил Генри Лоу, 6-й барон Элленборо (25 ноября 1849 — 22 января 1931), младший брат предыдущего;
- 1931—1945: Генри Астелл Лоу, 7-й барон Элленборо (11 июля 1889 — 19 марта 1945), единственный сын предыдущего;
- 1945—2013: Ричард Эдвард Сесил Лоу, 8-й барон Элленборо (14 января 1926 — 7 июня 2013), старший сын предыдущего;
- 2013 — настоящее время: Руперт Эдвард Генри Лоу, 9-й барон Элленборо (род. 28 марта 1955), старший сын предыдущего;
  - Наследник титула: достопочтенный Джеймс Руперт Томас Лоу (род. 8 марта 1983), старший сын предыдущего;
    - Наследник наследника: Эдвард Томас Кармайкл Лоу (род. 2020), сын предыдущего.